# Globodera zealandica
Globodera zealandica är en rundmaskart som beskrevs av Wim M. Wouts 1984. Globodera zealandica ingår i släktet Globodera och familjen Heteroderidae. Inga underarter finns listade i Catalogue of Life.